# Chiesa di San Giovanni Battista (Parabita)
La chiesa di San Giovanni Battista è la chiesa matrice di Parabita in provincia di Lecce.

## Storia
La chiesa sorge forse sul luogo di una chiesetta del XIII secolo dedicata a san Biagio. Originariamente la chiesa era composta da una sola navata che attualmente costituisce il braccio del transetto. Ampliata più volte nel corso dei secoli, ha assunto la fisionomia odierna dopo gli interventi ampliativi del 1853 che ne hanno determinato l'allungamento della fabbrica e il conseguente rifacimento della facciata. Lo stile è per lo più rinascimentale nell'interno e neoclassico per quel che riguarda la facciata.

## Architettura

### Esterno
La facciata principale, preceduta da una scalinata, è a salienti con due finestrelle in corrispondenza delle navate minori. Lo spazio centrale, corrispondente alla navata maggiore, è caratterizzato da due grosse lesene che sorreggono un architrave su cui poggia un timpano triangolare. Al centro si apre il portale d'ingresso sormontato da un finestrone centinato. Interessante dal punto di vista artistico è il prospetto laterale dov'è posto il portale cinquecentesco, opera dello scalpellino leccese Gabriele Riccardi. L'architrave del portale presenta tre piccole statue, al centro la Madonna col Bambino, a sinistra san Pietro e a destra san Giovanni Battista. Al lato del portale sono gli affreschi di san Cristoforo e della Vergine con san Gaetano.

### Interno

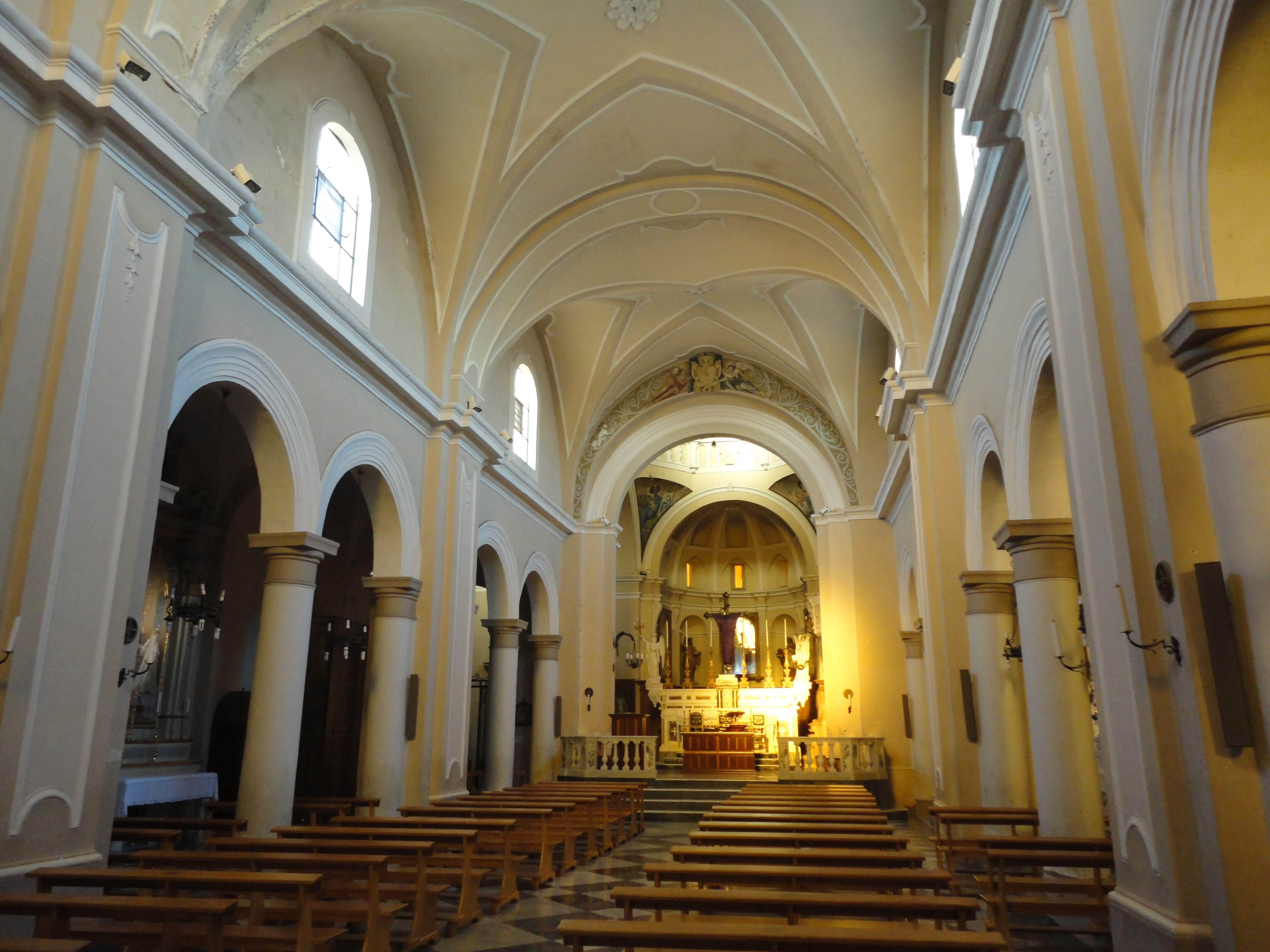
Interno

L'interno è formato da una pianta a croce latina divisa in tre navate, con le due laterali non omogenee, segno che l'edificazione è avvenuta in epoche differenti. Nelle navate sono presenti sette altari databili a un periodo che va dalla fine del XV al XVIII secolo; due altri altari si trovano nelle cappelle dedicate all'Addolorata e a san Sebastiano. La navata maggiore, che presenta una lieve inclinazione dell'asse centrale, è sormontata da una volta a vela poggiante su due pilastri, e da una volta composta da lunette che si congiunge al presbiterio su cui si innalza una cupola a base ottagonale. La sacrestia, situata a sud dell'altare maggiore, presenta una volta a padiglione con affreschi risalenti all'inizio del XVIII secolo che riproducono la deposizione di Gesù, lo stemma del vescovo Orazio Fortunato e una serie di rappresentazioni delle marine del Salento (Porto Cesareo, Marina di Nardò, Sant'Isidoro, Gallipoli, Leuca e Castro).
La chiesa conserva le spoglie di san Vincenzo Martire, legionario romano, provenienti dalle catacombe di Commodilla in Roma. Furono donate nel 1737 da Fra Tommaso Cervioni al duca di Parabita Giuseppe Ferrari e successivamente dalla duchessa Lucia la Greca alla parrocchia nel 1851.